# Ramonia luteola
Ramonia luteola är en lavart som beskrevs av Vezda. Ramonia luteola ingår i släktet Ramonia och familjen Gyalectaceae.  Arten är reproducerande i Sverige. Inga underarter finns listade i Catalogue of Life.